# GameRanger
GameRanger — программное обеспечение, созданное Скоттом Кевиллом (Scott Kevill) для игры через Интернет в некоторые компьютерные игры на Macintosh и Windows. При этом на уровне игры происходит имитация режима игры по локальной сети. Первоначально программа поддерживала 11 игр. Теперь их около 700, и их количество постепенно увеличивается.
Программа позволяет как подключиться к уже созданной «комнате» — виртуальной машине, являющейся сервером для конкретной игры, так и создать свою собственную. Присутствует возможность ограничивать доступ к своей комнате, либо паролем, режимом «Allow friends only» — только для друзей, либо только для Gold-пользователей. Во время ожидания набора игроков действует чат. Поддержка Windows была добавлена в 2008 году.
GameRanger доступен для бесплатного скачивания на официальном сайте. Программа имеет три варианта использования. Основное членство является бесплатным и позволяет пользователям иметь не более 50 друзей и играть в большинство поддерживаемых игр. Серебряное членство стоит 19,95 долларов в год, и позволяет игрокам иметь уникальное имя счета, иметь до 100 друзей, возможность использования рейтинговой лестницы (для некоторых игр), голосовой связи, иметь собственный значок, а также доступ к эксклюзивным чатам и дополнениям. Золотое членство, стоимостью 39,95 долларов в год, позволяет иметь до 500 друзей, удаляет баннеры, а также доступ к расширенному профилю пользователя в дополнение к возможностям Серебряного членства. Оба членства имеют пробный 30-дневный период.
В ноябре 2008 года GameRanger выпустил клиент для Windows. Первоначально 526 Windows игр имели поддержку, 27 из которых могли присоединиться к Mac-пользователям, запустивших ту же игру.